# Тополница (локалитет)
Тополница је археолошко налазиште, у долини Поречке реке, код истоименог насеља на територији општине Мајданпек. 
Године 1967. на локацији „Пађина Ларга” (Широка падина), у близини некадашњег рудника, откривена је остава са 21 бронзаним предметом. Сачињавали су је налази мачева, секира, штитника, гривни и украсних игала. Комплетан археолошки материјал налази се у Музеју Крајине у Неготину.